# Raiffeisenbank Wegscheid
Die Raiffeisenbank Wegscheid eG ist eine Genossenschaftsbank mit Sitz in der bayerischen Marktgemeinde Wegscheid im Landkreis Passau.

## Geschichte
Die Raiffeisenbank Wegscheid eG wurde am 1. Februar 1905 gegründet und hat sich bis heute ihre Eigenständigkeit bewahrt.

## Rechtsverhältnisse
Die Raiffeisenbank Wegscheid eG ist im Genossenschaftsregister beim Amtsgericht Passau unter GnR 801 eingetragen.

## Organisationsstruktur
Rechtsgrundlagen sind das Genossenschaftsgesetz und die durch die Vertreterversammlung beschlossene Satzung. Organe der Bank sind der Vorstand, der Aufsichtsrat und die Vertreterversammlung.

## Sicherungseinrichtung
Die Raiffeisenbank Wegscheid eG ist der amtlich anerkannten Sicherungseinrichtung des Bundesverbandes der Deutschen Volksbanken und Raiffeisenbanken GmbH und der zusätzlichen freiwilligen Sicherungseinrichtung des Bundesverbandes der Deutschen Volksbanken und Raiffeisenbanken e.V. angeschlossen.

## Geschäftsausrichtung
Die Raiffeisenbank Wegscheid eG betreibt das Universalbankgeschäft. Im Verbundgeschäft arbeitet sie mit der DZ Bank, R+V Versicherung, Bausparkasse Schwäbisch Hall, Teambank, VR Leasing,  DZ Hyp und der Union Investment zusammen.

## Geschäftsgebiet
Das Geschäftsgebiet liegt im Osten des Landkreises Passau.
An diesen Orten betreibt die Bank Filialen:
- Wegscheid (Hauptstelle, jur. Sitz)
- Breitenberg (Geschäftsstelle)